# Boa (genre)
Pour les articles homonymes, voir Boa (homonymie).
Genre
Boa est un genre de serpents de la famille des Boidae. 

## Répartition
Les sept espèces de ce genre se rencontrent en Amérique du Sud, en Amérique centrale, aux Antilles et dans le sud de l'Amérique du Nord .

## Liste des espèces
Selon The Reptile Database (24 janvier 2025) :
- Boa atlantica Gonzalez et al., 2024[3] - Boa atlantique
- Boa constrictor Linnaeus, 1758 - Boa constricteur
- Boa imperator Daudin, 1803 - Boa d'Amérique centrale
- Boa nebulosa (Lazell, 1964) - Boa de la Dominique
- Boa occidentalis Philippi, 1873 - Boa d'Argentine
- Boa orophias Linnaeus, 1758 - Boa de Sainte-Lucie
- Boa sigma (Smith, 1943) - Boa ouest-mexicain

Et une espèce fossile :
- † Boa blanchardensis Bochaton & Bailon, 2018[4] - Boa de Marie-Galante

## Publication originale
- Linnaeus, 1758 : Systema naturae per regna tria naturae, secundum classes, ordines, genera, species, cum characteribus, differentiis, synonymis, locis, ed. 10 (texte intégral).